# 波罗的海后备军
波羅的海后备军是庫爾蘭和立窝尼亚當地波罗的海贵族的聯合軍，存在於1918年12月7日至1919年7月3日。
該軍由吕迪格·冯·德·戈尔茨指揮，扺抗俄罗斯苏维埃联邦社会主义共和国進攻波罗的海国家。
該軍最後於1919年7月3日解散。